# Psorophora holmbergii
Psorophora holmbergii är en tvåvingeart som beskrevs av Lynch Arribalzaga 1891. Psorophora holmbergii ingår i släktet Psorophora och familjen stickmyggor. Inga underarter finns listade i Catalogue of Life.